# Milioni di milioni
Milioni di milioni è un romanzo giallo di Marco Malvaldi pubblicato nel 2012 dalla casa editrice Sellerio.

## Trama
In un piccolo borgo della provincia pisana, l'immaginario Montesodi Marittimo, due ricercatori universitari, Piergiorgio Pazzi e Margherita Castelli, sono impegnati in una ricerca genetica concernente la straordinaria forza degli abitanti del paese. Nell'arco di una notte, una tormenta di neve isola il paese e si consuma un delitto. Il paese è isolato e quindi i sospettati sono pochi, ma l'unico a non avere un alibi è proprio uno dei due ricercatori.

## Edizioni
- Marco Malvaldi, Milioni di milioni, Sellerio editore, 2012.